# Rosa Mut Carbasa
Rosa Mut Carbasa   (1940 - 28 de novembre de 2019) va ser una bibliotecària catalana i divulgadora de la literatura infantil i juvenil.
Va ser resonsable de la Biblioteca Artur Martorell de l'Institut Municipal d'Educació de Barcelona, on va crear una col·lecció de llibres infantils i juvenils d'alta qualitat.
Des de 1984 fins a 2017 va recomanar lectures als lectors de la revista Cavall Fort, i a través de l'Associació Catalana d'Amics del Llibre Infantil va impulsar la creació de materials de promoció de la lectura, així com també a partir de premis com el Premi Atrapallibres i Protagonista Jove.
Va treballar en la creació i el manteniment del Diccionari d'Autors i Autores de Literatura Infantil i Juvenil, a més a més de col·laborar amb la Revista Faristol, l'entitat Rosa Sensat o el Consell Català del llibre infantil i juvenil.
Arrelada a la ciutat de Barcelona, va promoure d'un pla de biblioteques escolars per a les escoles municipals de la ciutat de Barcelona.
L'any 2014 va rebre el XIII Premi Aurora Díaz-Plaja que concedeix anualment l'Associació d'Escriptors en Llengua Catalana.